# Universitatea monștrilor
Universitatea monștrilor (în original în engleză: Monsters University) este un film de animație CGI, prequel al filmului din 2001 Compania Monștrilor. Film este produs de Pixar Animation Studios, regizat de americanul Dan Scanlon și lansat de Walt Disney Pictures pe 5 iunie 2013 în Statele Unite. Premiera românească a avut loc pe 21 iunie 2013 , în format 3D și 2D, atât în versiunea dublată cât și în cea subtitrată, iar lansarea pe DVD și Blu-Ray a avut loc pe 12 noiembrie 2013.

## Distribuție
- Billy Crystal este Michael "Mike" Wazowski
  - Noah Johnston este Mike copil
- John Goodman este James P. "Sulley" Sullivan
- Steve Buscemi este Randall "Randy" Boggs
- Joel Murray este Don Carlton
- Sean Hayes este Terri Perry
- Dave Foley este Terry Perry
- Peter Sohn este Scott "Squishy" Squibbles
- Charlie Day este Art
- Helen Mirren este Dean Abigail Hardscrabble
- Alfred Molina este Professor Derek Knight
- Nathan Fillion este Johnny J. Worthington III
- Aubrey Plaza este Claire Wheeler
- Tyler Labine este Brock Pearson
- John Krasinski este "Frightening" Frank McCay
- Bonnie Hunt este Ms. Karen Graves
- Bill Hader este Referee, Slug
- Bobby Moynihan este Chet Alexander
- Julia Sweeney este Sherri Squibbles
- Beth Behrs este Carrie Williams
- Bob Peterson este Roz
- John Ratzenberger este The Abominable Snowman

## Prezentare
Universitatea Monștrilor îi readuce în fața publicului pe cei doi monștri năzdrăvani, Mike și Sully, cunoscuți de public din animația mult aclamată și premiată “Compania Monștrilor”/”Monsters Inc”, care trebuie să se alieze, în ciuda unor resentimente, pentru a câștiga Campionatul de Țipat.
Excluși din Programul de Țipat tocmai din pricina rivalității dintre ei, aceștia se văd nevoiți să se înscrie la concursul celor mai înfricoșători monștrii din Universitate pentru a fi primiți din nou în program. Obligați de circumstanțe, cei doi își formează repede o echipă care să concureze împotriva celor mai populare frății din campus, trecând printr-o mulțime de peripeții, timp în care prieteniile dintre simpaticii monstruleți se consolidează puternic.
Regizorul Dan Scanlon a declarat că “Am vrut de la bun început ca “Universitatea Monștrilor” să fie povestea lui Mike și am rămas concentrați pe povestea lui pentru că este foarte emoționantă și personală”.